# Amanita nivalis
Amanite des neiges
Espèce
Amanita nivalis, l'Amanite des neiges, est une espèce de champignons agaricomycètes (Fungi) de la famille des Amanitaceae et du genre Amanita. Il s'agit d'une petite espèce fragile et délicate aux poussées estivale et automnale caractérisée par son pied de faible hauteur, cylindrique, dépourvu d'anneau et sortant d'un volve bien formée, par son chapeau blanc à gris pâle strié jusqu'à 1/3 du rayon, par les restes occasionnels de voile universel encore attachés au chapeau et par ses lames libres blanches à crème. Elle est limitée à la microsylve arctique et alpine de l'hémisphère Nord où elle est en association avec des sous-arbrisseaux nains comme Betula nana et Salix herbacea. En Europe, l'espèce est principalement présente en Islande, en Écosse, en Fennoscandie et dans les Alpes à plus de 2 000 m d'altitude.

## Taxonomie

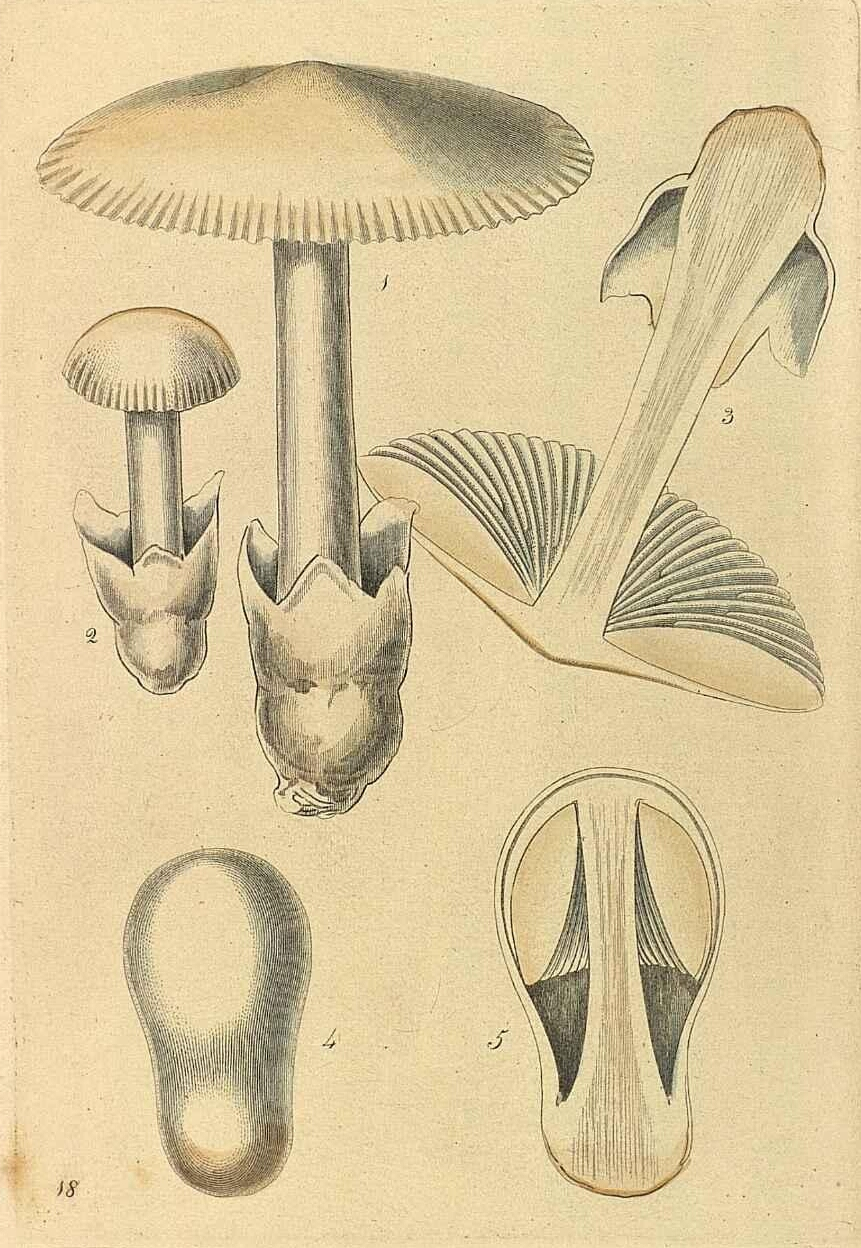
Illustration botanique originale de Robert Kaye Greville (1822).

Ce taxon est décrit pour la première fois en 1822 par le botaniste anglais Robert Kaye Greville sous le binôme Amanita nivalis à partir d'exemplaires récoltés en Écosse « sur les sommets des plus hautes montagnes de la chaîne des Grampians, comme Brae Riach, Ben-ne-Bourd et Cairngorm ». Il la considère comme « l'espèce de champignon la plus alpine qu'il connaisse » qui « pousse sur les sommets mornes des Grampians les plus élevés, et anime vraiment les quelques taches turfiques qui se trouvent dans ces régions désertiques, par sa symétrie et son extrême blancheur »,
En français, l'espèce est nommée de ses noms normalisés et vulgarisés à partir du nom scientifique Amanita nivalis, « Amanite des neiges, » (nivalis signifiant « des neiges ») et « Amanite alpine » à partir du nom scientifique Amanita alpina.
Il existe une certaine confusion taxonomique dans l'interprétation de cette espèce et plusieurs noms pourraient être synonymes, notamment les taxons d'Amanita comportant les épithètes « oreina » et « hyperborea », qui sont interprétés selon les auteurs en tant qu'espèce, sous-espèce ou même en tant que forme. Ils nécessitent des éclaircissements supplémentaires ,,,.

### Synonymie
Amanita nivalis a pour synonymes :
- Agaricus nivalis (Grev.) Loudon, 1829
- Amanita nivalis Grev., 1822
- Amanita vaginata f. nivalis (Grev.) Veselý, 1933
- Amanita vaginata f. oreina J. Favre, 1955
- Amanita vaginata var. nivalis (Grev.) Guillaud et al., 1884
- Amanitina nivalis (Grev.) E.-J. Gilbert, 1940
- Amanitopsis nivalis (Grev.) Sacc., 1887
- Amanitopsis vaginata var. nivalis (Grev.) Peck, 1894
- Pseudofarinaceus nivalis (Grev.) Kuntze, 1891
- Vaginata nivalis (Grev.) Kuntze, 1898

### Systématique
Amanita nivalis appartient au sous-genre Amanita par ses spores non amyloïdes, à la section Aminatopsis par ses spores blanches et à la sous-section Vaginatinae aux côtés d'Amanita vaginata par sa volve engainante, continue, blanche et principalement constituée d'hyphes filamenteuses.

## Description

### Macroscopie

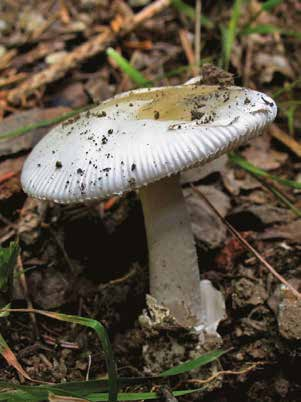
Amanite des neiges (réserve naturelle Goč-Gvozdac, Serbie).

L'Amanite des neiges produit un sporophore dont le chapeau fragile mesure de 25 à 70 mm de diamètre et jusqu'à 80 mm. Au début ovoïde le plus souvent obtus et orné d'un umbo, puis campanulé convexe, il devient convexe et s'aplanit franchement dans la vieillesse. Sa surface est lisse, soyeuse, brillante à l'état sec, visqueuse à l'état humide et sillonnée sur un rayon d'au plus de 3 mm à partir de la marge. Elle est colorée de blanchâtre à gris blanc ou crème beige à gris beige voire d'argenté et le plus souvent parcourue de restes de voile floculés irrégulièrement dispersés, apprimés et blanchâtres à grisâtres. Cependant, en raison des grandes variations de température et d'humidité des milieu alpin et arctique, les restes du voile universel sur le chapeau peuvent rapidement être lessivés,,,,.
La marge longtemps infléchie, puis réfléchie est aiguë et striée. La chair est blanche immuable au toucher, mince, ne présente pas d'odeur particulière et sa saveur est quelconque tout en étant agréable,,,,. 

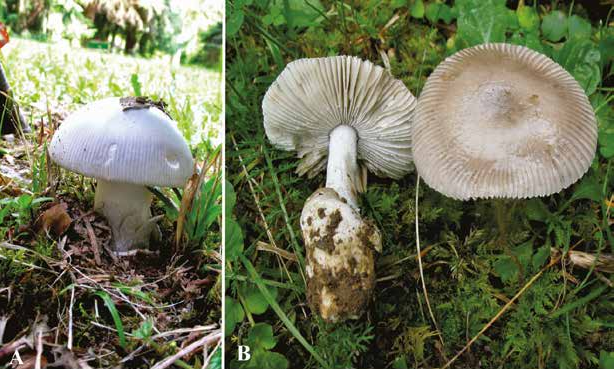
Amanite des neiges (réserve naturelle Goč-Gvozdac, Serbie).

Les lames d'abord colorées de blanc puis blanc-crème voire au rose prennent une teinte orangée pâle lorsqu'elles sèchent. Elles sont libres, serrées, moyennement denses, typiquement sans lamellules et mesurent de 70 à 85 mm de long pour 1 à 3 mm de large. Leurs arêtes sont finement floconneuses, mais le voile partiel est absent,,,,. 
Le pied mesure de 30 à 80 mm de haut pour 5 à 25 mm d'épaisseur. Il est cylindrique, légèrement aminci au sommet et progressivement élargit vers sa base. Il est plein dans sa jeunesse et se creuse avec l'âge. Sa surface est blanche à blanchâtre, parfois teinté de grisâtre ou de rosâtre, presque lisse et parfois finement floculé sans motifs particuliers sur toute sa longueur ou uniquement au sommet. Sa base n'est pas bulbeuse mais invaginée dans une volve issue du voile universel en forme de sac plus ou moins apparent. Elle membraneuse, blanchâtre et friable,,,,.

### Microscopie

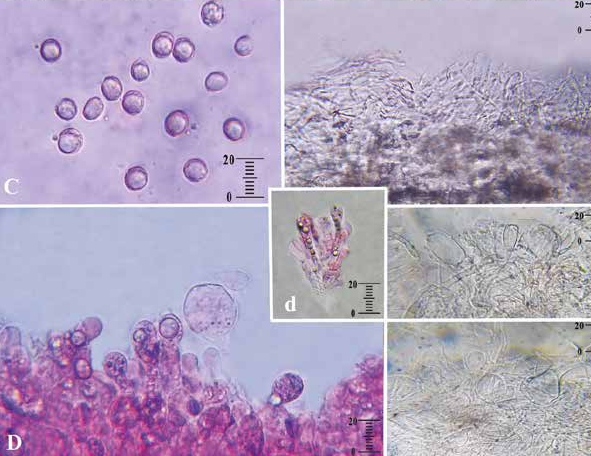
Amanita nivalis C-spores dans le bleu de méthylène ; D-basides et cellules marginales dans le rouge congo d-Baside subhyméniale dans le rouge congo; E-hyphes de la cuticule ; F-couches internes de la volve au naturel; G-couche externe de la volve au naturel (réserve naturelle Goč-Gvozdac, Serbie)

Amanita nivalis produit des spores globuleuses à subglobuleuses, lisses et hyalines, à paroi mince, non amyloïdes, mesurant de 7,7 à 14 µm de long pour 6,8 à 12 µm de large et dont le contenu est souvent guttulé avec une grosse goutte d'huile. Leur sporée est blanche. Elles sont portées par quatre par des basides clavées, à paroi mince et non bouclées, qui mesurent de 40 à 80 µm de long pour 11 à 18 µm de large. Les cellules marginales sont nombreuses rondes ou en forme de poire. Elles mesurent de 27 à 40 µm de long pour 12 à 20 µm de large,,,,. 
Suivant les auteurs, les lames comportent ou pas des pleurocystides clavées ou globuleuses 15 à 30 µm de long pour 10 à 20 µm de large. La cuticule est formée d'hyphes cloisonnées et non bouclées, couchées plus ou moins parallèles qui mesurent de 1,5 à 4 µm de large. Sa couche superficielle est enrobée dans une masse gélatineuse incolore alors que celles du dessous sont faiblement pigmentées. Le voile situé au bas du pied est composé de nombreux sphérocystides,,,,.

## Écologie et répartition

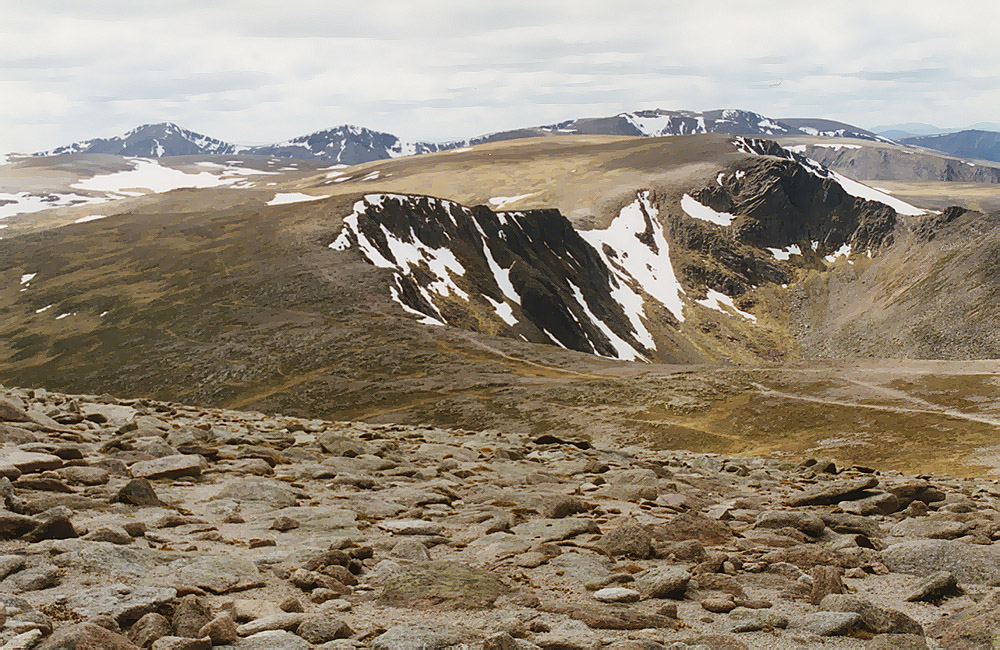
Vue du sud-ouest depuis le Cairn Gorm, un des sommets des Monts Grampians en Écosse où l'espèce est présente.

L'Amanite des neiges pousse en été et en automne de façon isolée à grégaire, sur les sol siliceux (surtout schisteux) ou calcaires, dans la microsylve de la toundra arctique, subarctique et alpine, directement sur la tourbe nue, dans la pelouse herbacée ou au milieu des arbustes nains. Elle est en association ectomycorhizienne avec des Saules nains tels Salix herbacea, Salix retusa, Salix reticulata et Salix glauca ou encore Betula nana, Polygonum viviparum, Kalmia procumbens et Dryas octopetala,,. En Écosse, l'espèce est exclusivement associée à Salix herbacea et bien que ce saule se trouve à des altitudes plus basses, aucun signalement d'A. nivalis n'est disponible au-dessous de 700 m,. Dans les toundras, c'est habituellement la relation ectomycorhyzienne avec les Ericaceae qui domine la flore fongique, et bien qu'A. nivalis puisse se rencontrer au milieu de la bruyère, ce type d'association fongique ne semble pas la concerner,.
L'espèce présente une distribution circumpolaire avec des populations disjointes sur les sommets des chaînes de montagnes de l'hémisphère nord,. Plus précisément, en Europe, cette espèce est présente en Écosse,, en Islande, en Norvège, en Suède, en Finlande ainsi que dans les Alpes à plus de 2 000 m en Suisse, en Italie, en Autriche et en France. Elle se retrouve aussi en Europe centrale dans les montagnes de Serbie et enfin, plus à l'est, en Russie européenne. En Amérique du Nord, l'espèce est présente au Groenland, en Alaska et dans la zone alpine du sud des montagnes Rocheuses, notamment au Colorado.
L'Amanite des neiges est peu fréquente à localement commune,. Face aux changements climatiques à venir, les stations présentant des gammes altitudinales diversifiées seraient plus résilientes par rapport à des zones situées dans leurs limites d'altitudes. L'espèce est classée comme vulnérable en Grande-Bretagne et en Suisse.

## Confusions possibles

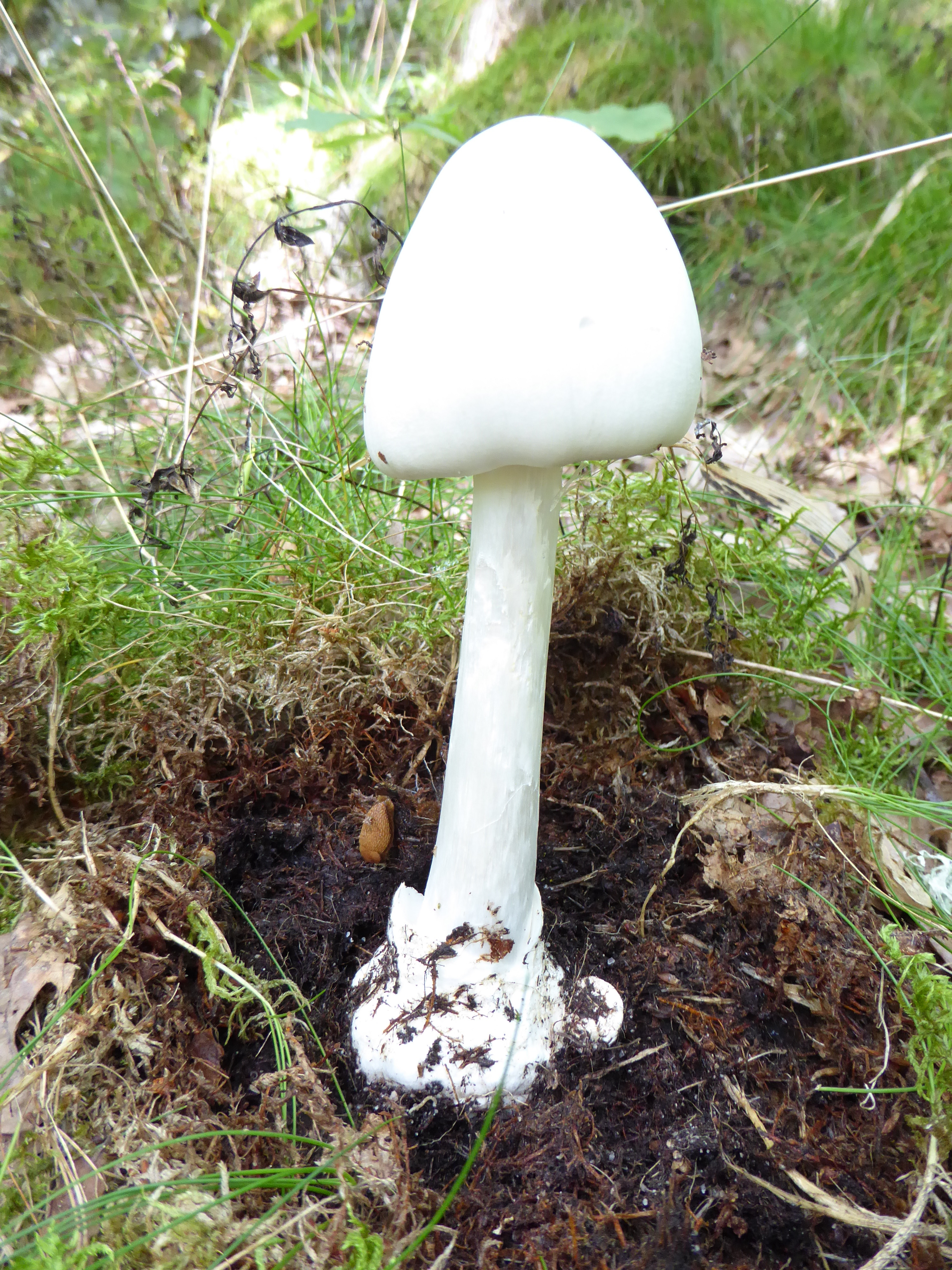
Amanita arctica (Skien, Norvège)

Amanita nivalis est une petite espèce délicate, limitée aux habitats arctiques et alpins, caractérisée par son pied de faible hauteur, fragile, cylindrique, dépourvu d'anneau et sortant d'un volve bien formée, son chapeau blanc à gris pâle strié jusqu'à 1/3 du rayon, les restes occasionnels de voile universel encore attachés au chapeau et ses lames libres blanches à crème,.
Amanita vaginata var. alba est une variété proche qui se distingue par sa grande taille, sa coloration blanc pur et ses arbres hôtes feuillus et conifères au sein des étages subarctique et subalpin uniquement.
Amanita arctica est une espèce d'Europe du Nord et du Groenland qui pousse dans des biotopes comparables. Elle se différencie par son chapeau franchement blanc et son pied et son chapeau plus grands. En plus des microsylves, elle apprécie les forêts de conifères,.
Amanita groenlandica qui est présente sur l'ensemble de l'arc circumboréal se différencie par son aspect plus robuste, par son chapeau plus blanc et moins strié, par son pied aux motifs vipérins, ainsi que par son appétence pour les forêts de conifères en plus des microsylves.
Amanita mortenii est une espèce du Groenland qui semble se limiter aux Bouleaux.